# Star Search
Star Search (tạm dịch: "Tìm kiếm ngôi sao") là một chương trình truyền hình được sản xuất năm 1983-95, do Ed McMahon chủ trì, và thành lập bởi Alfred Masini. Đợt phát sóng lần thứ hai được sản xuất năm 2003-04. Chương trình ban đầu được quay phim tại Nhà hát Earl Carroll ở Đại lộ Sunset (Hollywood) và sau đó là tại Disney Hollywood Studios (Orlando, Florida). Đây là cuộc thi tài năng bao gồm nhiều thể loại như ca hát, tấu hài, hùng biện, nhảy múa...

## Một số thí sinh nổi bật
- Aaliyah, 1989 (Ca sĩ, diễn viên)
- Adam Sandler (Danh hài)
- Alanis Morissette, 1988 (Ca sĩ)
- Alexie Agdeppa, 1991
- Alisan Porter, 1987 (Ca sĩ)
- Anna Maria Perez de Tagle
- Ashley Argota, 2003
- Beth Hart, 1993 (Ca sĩ)
- Beyoncé 1993 (Ca sĩ)
- Bianca Ryan, 2004 (Ca sĩ)
- Bill Engvall (Danh hài)
- Bill Kaulitz, 2003 (Ca sĩ chính của Tokio Hotel, xuất hiện trên phiên bản Star Search của Đức)
- Billy Dean
- Bobbie Brown, 1990 (Người phát ngôn, 13-time winner)
- Brad Garrett 1984 (Diễn viên hài)
- Britney Spears, 1992 (Ca sĩ)
- Carlos Mencia, 1991 (Diễn viên hài)
- Charles Divins (Người phát ngôn)
- Cherie Wimberly, 1993 (Người phát ngôn)
- Christina Aguilera, 1990 (Ca sĩ)
- Coors Light Twins (Diane Klimaszewski & Elaine Klimaszewski), 1987
- Countess Vaughn, 1988 (Junior Vocalist Champion)
- Cynthia Gouw, 1988 (Người phát ngôn)
- Dana Gould, 1987 (Diễn viên hài)
- Dave Chappelle (Diễn viên hài)
- David Archuleta, 2003
- David Raleigh, 1990 (Ca sĩ, người viết bài hát, nhạc công piano)
- David Slater, 1987 (Ca sĩ)
- Dennis Miller (Diễn viên hài)
- Destiny's Child, 1991 (Ca sĩ với nghệ danh Girls Tyme)
- Diana DeGarmo (Ca sĩ)
- Drew Carey 1988 (Diễn viên hài)
- Elisa Fiorillo, 1983 (Ca sĩ)
- Garcelle Beauvais 1986 (Người phát ngôn)
- Ingo Oschmann, 2003 (Diễn viên hài)
- J. D. Roth
- Jackie Martling (Diễn viên hài)
- James Bonamy
- Janel Parrish, 2003 (Ca sĩ)
- Jeanie Tracy, 1984
- Jenny Jones (Diễn viên hài)
- Jessica Sierra (Ca sĩ)
- Jessica Simpson (Ca sĩ)
- Jeremy Hudson (Vũ công của Lady GaGa)
- Joey Pearson (Ca sĩ)
- John Minnis 1992 (Ca sĩ)
- Jordis Unga, 2004 (Ca sĩ)
- Joseph Williams (Toto lead singer from 1986 - 1988)
- Josephine 'Banig' Roberto, 1989 (Ca sĩ)
- Josh Strickland, 2004 (Ca sĩ)
- Julie McCullough, 1987 (Người phát ngôn)
- Justin Timberlake, 1993 (Ca sĩ với nghệ danh Justin Randall)
- Karen Thomas, 1986 (Người phát ngôn)
- Karina Pasian
- Kata Hay, 1993 (Ca sĩ với nghệ danh Kata Huddleston)
- Ken Ober
- Kent James, 1993 (với tư cách thành viên nhóm nhạc Kent & the Kommotion)
- Kevin James (Diễn viên hài)
- Kimberly Caldwell (Ca sĩ)
- Lauren Ambrose, 1990
- LeAnn Rimes
- Lisa Tucker, 2003 (Ca sĩ)
- Lizette Santana (a.k.a Lizé), 1994 (Ca sĩ)
- Machel Montano, 1987 (International performing and recording artist)
- Marc Summers
- Marne Patterson, 1989 (Junior Vocalist)
- Martin Lawrence (Diễn viên hài)
- Nadia Turner (Singer)
- Natalie Horler, 2004
- Nick Lazzarini, 2003
- Norm Macdonald (Diễn viên hài)
- Pat McCurdy (Singer)
- Phil Vassar, 1987 (Singer)
- Q'Orianka Kilcher, 2002 (Singer)
- Rashaan Patterson (Singer)
- Ray Romano (Diễn viên hài)
- Reva Rice (Singer)
- Rissi Palmer (Singer)
- Rosie O'Donnell, 1984 (Diễn viên hài)
- Ruben Gomez, 1986 (Junior Male Vocalist), lead singer for Menudo 1987-1990
- Sawyer Brown, 1983 (Vocal Group Champion)
- Shanice Wilson (Singer)
- Sharon Stone, 1984 (Người phát ngôn)
- Shayna Steele, 1992 (teen vocalist)
- Sinbad (Diễn viên hài)
- Sophie Tamiko Oda (Singer)
- Spensha Baker 2004 (Junior Singer Finalist)
- Steve Oedekerk (Diễn viên hài)
- Sugarcreek 1985 (Vocal Group Semi-Finalist)
- Jon "Do-Knock" Cruz (Member of Super Cr3w, champions of America's Best Dance Crew Season 2)
- Sutton Foster, 1990 (Singer)
- Symba Smith, 1991 (Người phát ngôn, winner)
- Tim Christofore (1995 Winner)
- Támar, 2004 (Singer)
- Tamara Walker, 1991 (Người phát ngôn)
- Tatyana Ali (Singer; actress on The Fresh Prince of Bel-Air)
- Taylor Mason (Diễn viên hài, winner)
- Terri Lynn Doss (Người phát ngôn)
- The Boys, 1986 (Vocal Group)
- The Kingpins, 1987 (Vocal Group Champion)
- Tiffany, 1985 (Singer, second place finalist)
- Timiney Figueroa 1990 (singer, semi-finalist)
- Todd Berry, 1991 (Singer)
- Tommy Gardner, 1991 (Junior Vocalist Grand Champion)
- Tori Kelly (Singer)
- Tracey Ross, 1984 (Người phát ngôn winner)
- Tracie Spencer, 1987 (Female Vocalist Champion)
- Ty Herndon
- Tyce Diorio (So You Think You Can Dance choreographer)
- Usher (Singer)
- Vic Mignogna, 1993 (Singer)
- Vickie Natale, 2003 (Female Vocalist winner)
- The Chavan, 2003 (Male Modeling winner)